# Филлокладус
Филлокладус (лат. Phyllocladus) — род растений семейства Подокарповые (Podocarpaceae).

## Виды
По информации базы данных The Plant List (на июль 2016) род включает 5 видов:
- Phyllocladus aspleniifolius (Labill.) Hook.f.
- Phyllocladus hypophyllus Hook.f.
- Phyllocladus toatoa Molloy
- Phyllocladus trichomanoides D.Don